# Anaplastiska oligodendrogliom
Anaplastiskt oligodendrogliom var en tidigare benämning av en neuroepitelial tumör som tros härröra från oligodendrocyter, en typ av gliacell. I Världshälsoorganisationens (WHO) tidigare klassificering av hjärntumörer klassificerades anaplastiskt oligodendrogliom som grad III. Under sjukdomsförloppet kan den degenerera till ett mycket malignt oligodendrogliom av grad IV. De allra flesta oligodendrogliom uppträder sporadiskt, utan bevisad orsak och utan överföring inom en familj.
Med den femte utgåvan av WHO-klassificeringen av centrala nervsystemet (WHO CNS5) från 2021 infördes förändring till gradering inom tumörtyp och termen anaplastisk togs bort. I WHO CNS5 utgår diagnosen av oligodendrogliom i stället från huruvida tumören är IDH-muterad eller IDH-vildtyp.

## Tecken och symptom
Symtom på oligodendrogliom kan inkludera:
- Anfall.
- Huvudvärk.
- Svaghet på ena sidan av kroppen.
- Språksvårigheter.
- Beteende och personlighetsförändringar.
- Balans- och rörelseproblem.
- Minnesproblem.

## Patogenes
Anaplastiskt (malignt) oligodendrogliom tillhör gruppen diffusa gliom och uppstår i det centrala nervsystemet (hjärna och ryggmärg) från oligodendrocyte precursor cells (OPC). Denna tumör förekommer huvudsakligen i vuxen ålder med en toppfrekvens mellan 40- och 50-årsåldern.

## Diagnostisk
Den viktigaste diagnostiska proceduren är magnetisk resonanstomografi (MRT). Ibland, förutom rutindiagnostik, påvisas metabolism i vävnader med hjälp av positronemissionstomografi (PET). Diagnosen bekräftas genom en finvävnadsundersökning efter en operation. Anaplastiskt oligodendrogliom visar ofta förlust av genetiskt material. Cirka 50 till 70% av WHO grad III anaplastiskt oligodendrogliom visar kombinerade allelförluster på den korta armen av kromosom 1 (1p) och den långa armen av kromosom 19 (19q). Denna förändring kallas främst "1p/19q Co-radering". Det kan anses gynnsamt för patienten och gör ett svar på strålbehandling eller kemoterapi mer sannolikt. Beteckningen grad III (höggradig) oligodendrogliom omfattar generellt tidigare diagnoser av anaplastiskt eller malignt oligodendrogliom.

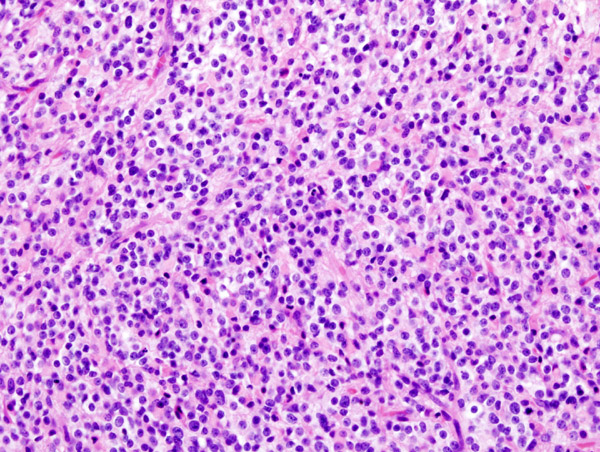
Histopatologisk bild av anaplastiskt oligodendrogliom i hjärnan. Hematoxylin- och eosinfärgning.
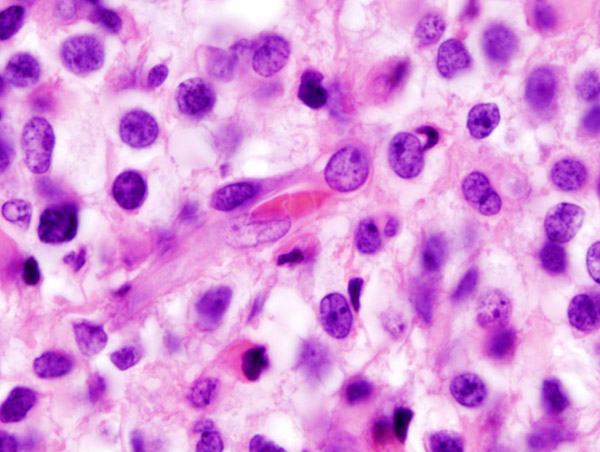
När du zoomar in, lägg märke till de oregelbundna formerna på cellerna och kärnorna.
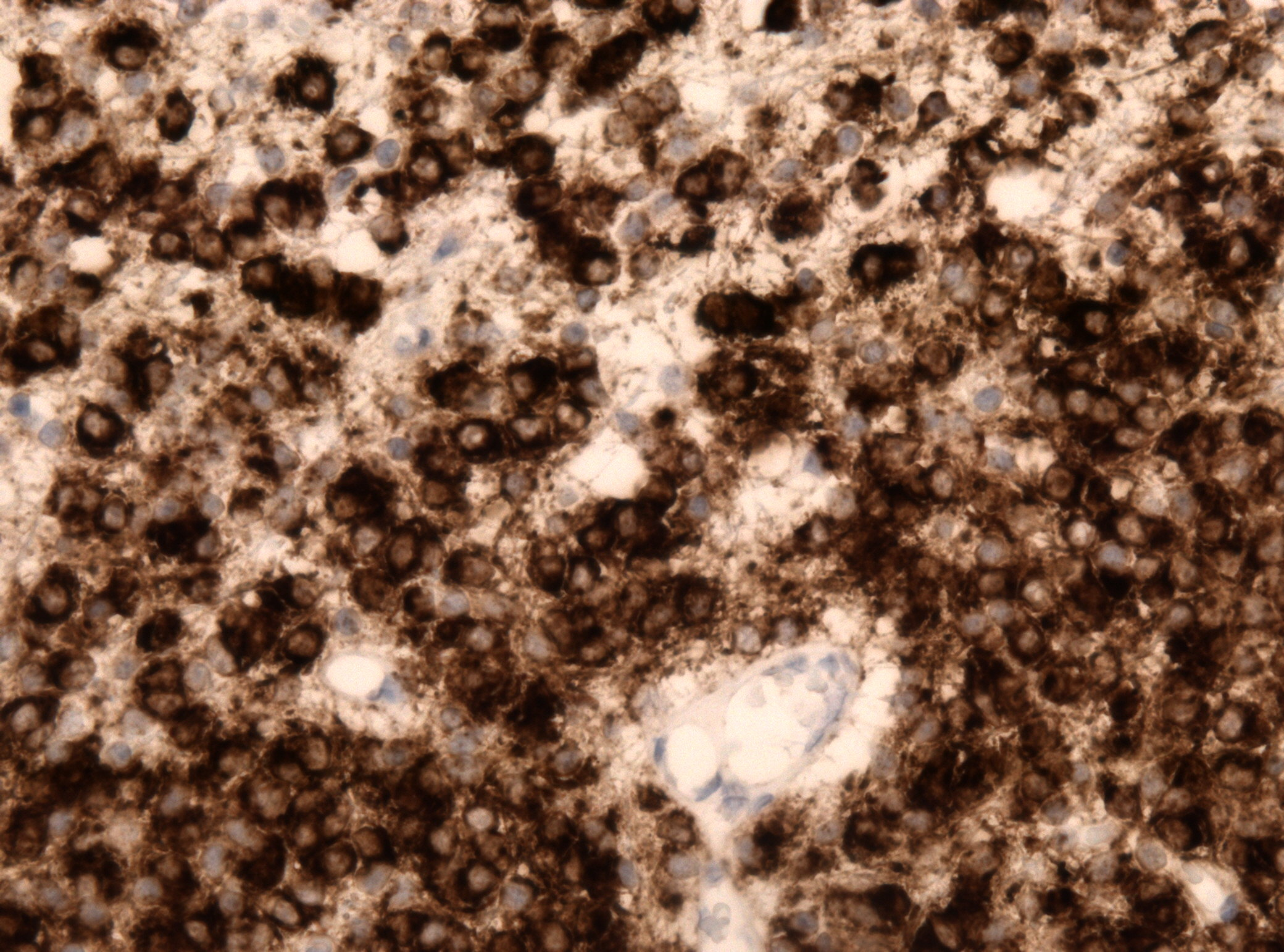
IDH1 R132H i anaplastiskt oligodendrogliom

## Behandling
Behandling omfattar neurokirurgi, kemoterapi och strålbehandling. Då patienten känner lite eller ingen smärta och tillståndet fortskrider långsamt kommer de flesta neuroonkologer initialt att avvakta och behandla patienter konservativt. Kirurgi kan hjälpa till att minska symtomen, förutsatt att tumörens placering tillåter det. Men eftersom cellerna i ett anaplastiskt oligodendrogliom vanligtvis redan har migrerat in i omgivande frisk hjärnvävnad vid tidpunkten för diagnos är fullständigt kirurgiskt avlägsnande av alla tumörceller inte möjligt. "1p/19q co-deletion"-markören spelar en allt viktigare roll i valet av terapier och terapeutiska kombinationer. 
Symtomatisk behandling inkluderar ofta användning av medel mot anfall och steroider mot svullnad i hjärnan. För vidare behandling har strålbehandling eller kemoterapi med temozolomid eller kemoterapi med prokarbazin, lomustin och vinkristin (PCV) visat sig vara effektiva och är den vanligaste kemoterapin för behandling av anaplastiskt oligodendrogliom.
Cyberknife kan användas för anaplastiska oligodendrogliom behandlingar.

## Prognos
5-års relativ överlevnad: 20-44 år, 76%. 45-54 år, 67%. 55-64 år, 45%. Prokarbazin, lomustin och vinkristin har använts sedan maj 1975. Under 48 år har nya terapeutiska alternativ regelbundet testats i studier för att förbättra behandlingen av anaplastiskt oligodendrogliom.

## Forskning
Det var upptäckten att tumörceller kommunicerar med varandra i ett stort nätverk, utbyter ämnen som är nödvändiga för överlevnad, och därmed kan undvika effekterna av strålning eller kemoterapi. Nätverkskommunikation spelar också en viktig roll för spridningen av sjukdomen. Tumörcellerna är till och med sammankopplade med friska nervceller och får direkta signaler från dem – på så sätt kan tumörerna växa snabbare. De undersökta mekanismerna ger inte bara fundamentalt nya förklaringar till den mycket aggressiva tillväxten av denna typ av tumörer. De ger också metoder för nya terapier – för att stoppa tillväxten av hjärntumörer och göra befintliga terapier mer effektiva. Således har störningen och till och med förstörelsen av tumörcellnätverk blivit en helt ny terapeutisk princip inom onkologi, med de första kliniska prövningarna baserade på dessa fynd.

## Övriga källor
- ”Molekulare Diagnostik”. Molekulare Diagnostik. Center for Neuropathology and Prion Research – Ludwig-Maximilians-Universität München. https://www.neuropathologie.med.uni-muenchen.de/genetik/index.html.
- Neuroonkologi